# يو إف سي 30
معركة على الممر الخشبي (بالإنجليزية: UFC 30: Battle on the Boardwalk)‏ هو حدث لفنون القتال المختلطة نظمته يو إف سي، أُقيم في 23 فبراير 2001، على فندق وكازينو هارد روك أتلانتيك سيتي في أتلانتيك سيتي، نيوجيرسي، الولايات المتحدة.